# Jacques Hétu
Jacques Joseph Robert Hétu (*  8. August 1938 in Trois-Rivières, Québec; † 9. Februar 2010 bei Montreal, Québec) war ein kanadischer Komponist.

## Leben
Hétu studierte von 1955 bis 1956 gregorianischen Gesang an der Universität Ottawa bei Jules Martel. Danach besuchte er bis 1956 das Conservatoire de musique du Québec, wo er bei Clermont Pépin Komposition, bei Isabelle Delorme Harmonielehre, bei Jean Papineau-Couture Kontrapunkt, bei Georges Savaria Klavier und bei Melvin Berman Oboe studierte.
Im Sommer 1959 besuchte er einen Kompositionskurs bei Lukas Foss am Berkshire Music Center in Tanglewood. 1961 erhielt er – als erster Komponist nach Henri Mercure 1927 – einen Prix d’Europe und ging nach Paris, wo er bis 1963 an der École normale Komposition bei Henri Dutilleux und außerdem 1962 und 1963 Analyse am Conservatoire de Paris bei Olivier Messiaen studierte.
Nach seiner Rückkehr nach Kanada unterrichtete er bis 1977 an der Universität Laval. Er lehrte hier Musikliteratur und Analyse, gab Einführungskurse in Orchestration und gründete eine Kompositionsklasse. Er unterrichtete dann Komposition an der Universität Montreal und von 1979 bis 2000 an der Université du Québec.
Hétu galt als einer der erfolgreichsten klassischen Komponisten Kanadas im 20. Jahrhundert. Seine ersten beiden Sinfonien entstanden bereits während seiner Studienzeit. 1963 führten Victor Bouchard und Renée Morisset seine Sonata für zwei Klaviere in der Carnegie Hall in New York auf. Glenn Gould spielte 1967 seine Variations auf Schallplatte ein. Seine Fantasy für Orchester war 1976 der kanadische Beitrag bei der Montreal International Music Competition. 1990 wurden seine Images de la Révolution von New York Philharmonic Orchestra unter Charles Dutoit aufgeführt. Mit dem gleichen Orchester fand 1992 die USA-Uraufführung seines Hornkonzerts unter Kurt Masur statt. 1989 wurde Hétu Mitglied der Royal Society of Canada, 1992 Offizier des Order of Canada. In seiner Geburtsstadt Trois-Rivières wurde eine Schule nach ihm benannt.

## Werke
- Symphony No. 1 für Streichorchester, 1959
- Adagio and Rondo für Streichquartett, 1960
- Symphony No. 2, 1961
- Sonata für Klavier, 1962
- Petite suite für Klavier, 1962
- Variations für Klavier, 1964
- Four Pieces für Flöte und Klavier, 1965
- L’Apocalypse ‘Fresque symphonique d’après saint Jean’ für Orchester, 1967
- Double concerto für Violine, Klavier und Kammerorchester, 1967
- Variations für Violine, 1967
- Quintet für Bläserquintett, 1967
- Cycle für Klavier und Bläser, 1969
- Concerto für Klavier und Orchester, 1969
- Passacaglia für Orchester, 1970
- Symphony No. 3, 1971
- String Quartet, 1972
- Les Clartés de la nuit für Sopran und Klavier, 1972
- Fantasy für Klavier und Orchester, 1973
- Les Djinns für zwei gemischte Chöre, Schlagzeug und Klavier, 1975
- Antinomie für Kammerorchester, 1977
- Aria für Flöte und Klavier, 1977
- Nocturne für Klarinette und Klavier, 1977
- Rondo varié für Violine, 1977
- Prélude et danse für Klavier, 1977
- Incantation für Oboe und Klavier, 1978
- Lied für Horn und Klavier, 1978
- Elegy für Fagott und Klavier, 1979
- Concerto für Fagott und Orchester, 1979
- Au pays de Zom, Filmmusik, 1980
- Mirages für Orchester, 1981
- Interlude für Orchester, 1982
- Les Abîmes du rêve für Bass und Orchester, 1982
- Concerto für Cello und Orchester, 1983
- Ballade für Klavier, 1984
- Sonata für Klavier, 1984
- Four Interludes für Orgel, 1985
- Missa pro trecentesimo anno für gemischten Chor und Orchester, 1985
- Variations für Orgel, 1986
- Symphonie concertante für Bläserquintett und Streichorchester, 1986
- Suite für Gitarre, 1986
- Four Miniatures für Oboe, Klarinette und Fagott, 1987
- Concerto für Trompete und Kammerorchester, 1987
- Images de la Révolution für Orchester, 1988
- Serenade für Flöte und Streichquartett, 1988
- Les Illusions fanées für gemischten Chor, 1988
- Poème für Streichorchester, 1989
- Concerto für Ondes Martenot und Orchester, 1990
- Le Prix, Oper, 1992
- Scherzo für Streichquartett, 1992
- Symphonie No. 4, 1993
- Concerto pour guitare, 1993
- Concerto pour trombone, 1995
- Sonate pour violon et piano, 1996
- Sonate pour treize instruments, 1996
- Fantaisie für Klavier, 1996
- Concerto pour marimba et vibraphone, 1997
- Sérénade Héroïque für Horn und Orchester, 1998
- Concerto pour piano No. 2, 1999
- Passage für gemischten Chor a cappella, 1999
- Hear My Prayer, O Lord für gemischten Chor a cappella, 2000
- Concerto pour orgue, 2000
- Fantaisie sur le nom de Bach für Flöte solo, 2000
- Triple Concerto für Violine, Cello, Klavier und Orchester, 2001
- Concerto pour hautbois et cor anglais, 2004
- Trio pour clarinette, violoncelle et piano, 2004
- Sextuor à cordes, 2004
- Impromptu für Klavier, 2004
- Variations concertantes für Orchester, 2005